# Johan Adam Rosinius
Johan Adam Rosinius, född 6 maj 1754, död 8 oktober 1833 i Hults församling, Jönköpings län, var en svensk präst.

## Biografi
Johan Adam Rosinius föddes 1754. Han var son till kyrkoherden Nicolaus Rosinius och Fredrika Regnander. Rosinius blev 1773 student vid Lunds universitet och filosofie kandidat där 1777. Han prästvigdes 1778 och blev adjunkt i Eksjö församling. År 1780 blev han adjunkt i Tryserums församling och samma år åter i Eksjö församling. Han blev 1782 adjunkt i Hults församling och 1789 komminister i Eksjö landsförsamling. Rosinius blev 1794 kyrkoherde i Hults församling och 1804 prost. Han blev vice kontraktsprost i Södra Vedbo kontrakt 1815. Rosinius avled 1833 i Hults församling.

### Familj
Rosinius gifte sig med Vendela Charlotta Meurling. Hon var dotter till kyrkoherden Anders Johan Meurling och Maria Charlotta Lindcrantz i Hults församling.